# Sumbar
Der Sumbar (persisch سومبار; auch Sari-su, Sara-su, Ṣáríṣú) ist ein rechter Nebenfluss des Atrak in Turkmenistan und ein Grenzfluss zum Iran im Einzugsgebiet des Kaspischen Meeres.
Der Sumbar entsteht am Zusammenfluss von Dainessu und Kulunsu im Kopet-Dag-Gebirge an der Grenze zwischen Turkmenistan und der iranischen Provinz Nord-Chorasan. Er fließt in westnordwestlicher Richtung und bildet über eine Strecke von etwa 20 km die Staatsgrenze. Anschließend fließt er ca. 15 km nach Norden, bevor er seine Richtung nach Westen und später nach Westsüdwest ändert. Der Tschandyr (im Iran auch Dschergelan), wichtigster Nebenfluss des Sumbar, mündet linksseitig in den Fluss. Der Sumbar erreicht erneut die Staatsgrenze zum Iran und fließt bis zu seiner Mündung in den Atrak entlang dieser.
Am südlichen Flussufer befindet sich die iranische Provinz Golestan. Der Unterlauf des Sumbar fällt 2–5 Monate im Jahr trocken.
Der Sumbar hat eine Länge von 245 km. Sein Einzugsgebiet umfasst ungefähr 8300 km².
Ein Teil des Flusswassers wird zu Bewässerungszwecken abgeleitet. Im Tal des Sumbar wird subtropischer Gartenbau betrieben.
Der Name Sari-su bedeutet in den Turksprachen „gelbes Wasser“.